# کرک (لبنان)
کرک یا کرک نوح از مناطق جنوبی لبنان در ۵۵ کیلومتری بیروت، پایتخت لبنان و در دامنه کوه‌های صنین و در موازات رود البردونی قرار داشته و از جنوب به شهر زحله و از شمال به شهرک فرزل منتهی می‌شود و در شرق آن نیز جاده بیروت-دمشق و در غرب نیز رشته کوه‌های غربی لبنان قرار دارد و محل تولد محقق کرکی است.

## ریشه لغوی
کرک، کلمه‌ای سریانی از ریشه «کرکو» به معنی قلعه است و در زبان عبری نیز «کِرکونوّه» یا شهر صلح نامیده می‌شود. عرب‌ها آن را با فتحه روی کاف و سکون «ر» به معنی کوه تلفظ می‌کنند تا از شهر کرَک در اردن که با فتحه روی حرف «ر» خوانده می‌شود، متمایز باشد.

## مدفونان در کرک
شهرت این شهر به کرک نوح به این دلیل است که طبق قولی آرامگاه نوح در آن واقع بوده و در بقاع شهرت بسیار زیادی دارد و در کنار این آرامگاه، مسجد سنگی بنا شده است.

## مشاهیر
- محقق کرکی
- کرک